# 本部町立本部中学校
本部町立本部中学校（もとぶちょうりつ もとぶちゅうがっこう）は、沖縄県国頭郡本部町にある公立（町立）中学校。

## 通学区域
本部小学校、崎本部小学校、瀬底小学校

## 出身著名人
- 内間拓馬 - プロ野球選手